# Dichagyris funestissima
Dichagyris funestissima är en fjärilsart som beskrevs av Bubacek 1926. Dichagyris funestissima ingår i släktet Dichagyris och familjen nattflyn. Inga underarter finns listade i Catalogue of Life.